# Англосаксонское язычество

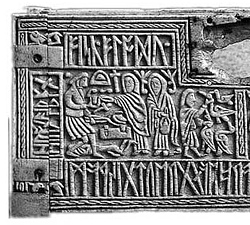
Правая сторона передней стенки ларца Фрэнкса VII века, изображающая пангерманскую, в том числе англосаксонскую, легенду о кузнеце Велунде

Англосаксонское язычество (др.-англ. hǣþendōm), также известное как англосаксонская дохристианская религия или англосаксонская традиционная религия — система верований и ритуалов, практиковавшаяся англосаксами в V—VIII веках. Разновидность германского язычества, распространённая в северо-западной Европе и включающая большое региональное многообразие.
Изначально религия зародилась в Северной Европе и произошла из верований раннего железного века. В середине V века она была завезена на острова англосаксонскими переселенцами и оставалась доминирующей вплоть до принятия христианства в VII—VIII веках. Многие аспекты веры легли в основу местного фольклора. Унизительный термин язычество был впервые применён англосаксами-христианами, а сами верующие, по всей видимости, не имели названия для своей религии, поэтому среди современных учёных возникли споры о целесообразности продолжения описания этих систем верований с использованием христианской терминологии. На сегодняшний день известны три типа источника, на которых основаны наши знания: текстовые свидетельства христианских англосаксов (например Беда Достопочтенного и Альдхельма), географические названия и археологические находки. Последующие предположения относительно природы англосаксонского язычества были выдвинуты в результате сравнения с более известными дохристианскими системами верований соседних народов, таких как норманны.
Англосаксонское язычество было политеистической религией, сосредоточенной вокруг веры в божеств, известных как ése. Самым главным из них был Воден; другими выдающимися богами были Тунор и Тив. Существовали также сверхъестественные существа, например, эльфы, никсы и драконы. Культовая практика вращалась вокруг демонстрации преданности этим божествам и включала в себя жертвоприношения вещей и животных, особенно на религиозные праздники. Есть свидетельства существования деревянных храмов, хотя также могли встречаться находившиеся на открытом воздухе культовые места, например священные деревья или мегалиты. Мало что известно о языческих представлениях о загробной жизни, хотя скорее всего верования повлияли на погребальные практики, в которых умерших кремировали, как правило, с некоторыми принадлежностями. Религия, вероятно, включала в себя магию и колдовство, а также элементы шаманизма.
Об именах божеств англосаксонской веры напоминают названия дней недели в английском языке. К тому же эта религия оказала влияние как на литературу, так и на современное язычество.

## Определение
Слово pagan — латинский термин, который использовался христианами в англосаксонской Англии для обозначения нехристиан. В древнеанглийском, народном языке англосаксов, присутствовал термин hæðen («heathen», тот же язычник), родственный древнескандинавскому heiðinn. Оба этих слова могут происходить от готского haiþno. И pagan, и heathen были унизительными понятиями, причём слово hæðen упоминается в более поздних англосаксонских текстах для обозначения преступников и других лиц, которые вели себя не в соответствии с христианскими учениями.